# Dichostatoides kuntzeni
Dichostatoides kuntzeni là một loài bọ cánh cứng trong họ Cerambycidae.